# Edisto
Santo Edisto (em italiano:  Sant'Edisto), também conhecido como Aristo e Orestes, é venerado como mártir e santo pela Igreja Católica e pela Igreja Ortodoxa. A sua hagiografia afirma que ele foi martirizado na Via Laurentina e sua passio data sua morte no reino do imperador romano Nero, em 12 de outubro de 60 d.C.
Seus companheiros são Termância (Termanzia), Cristina, sua serva, Vitória e o padre Prisco.

## Lenda de Santo Edisto
De acordo com o relato lendário de seu martírio, ele teria sido um soldado que fora batizado por São Pedro. Num local chamado Laurento, um areal (arenario), Edisto participou de uma missa celebrada por Prisco. Termanzia, Cristina e a serva Vitória estavam ali também. Quando eles foram descobertos pelas autoridades romanas, foram enterrados vivos neste mesmo areal, com exceção de Vitória, que conseguiu escapar, apenas para ser morta em seguida numa floresta próxima.
Uma igreja e uma vila se formaram no local deste areal, que era o chamado curtis Sancti Heristi. A vila posteriormente se mudou para a encosta do Monte Soratte, que oferecia melhor condição de defesa, e passou a se chamar Castrum Sancti Heristi, posteriormente Sant'Oreste. A igreja românica de Sant'Edisto ainda existe no local.

## Veneração
Durante o papado de Gregório, o Grande, existia em São Paulo Extramuros um mosteiro dedicado a Edisto. No século VII, suas relíquias, juntamente com as de Cristina e Vitória, ainda era veneradas ali. O sepulcro de Edisto se localizava na décima-sexta pedra-de-milha da Via Ardeatina. Uma igreja em sua honra existia ali, que foi restaurada durante o papado de Adriano I (772-795). Havia também um estado papal (domusculta) ali chamado de Sancti Edisti.
Ele é o patrono também de uma velha igreja em Monte Soratte, perto da cidade batizada em seu nome, Sant'Oreste. A primeira menção a ele foi feita por Benedito de Soratte (Benedetto del Soratte) em sua Chronicon, em 747 d.C., na qual ele menciona Curtis Sancii Heristi. Uma fonte afirma que o topônimo deriva da família de Aristi ou Edisti e que um membro dela teria sido martirizado ali por causa de sua fé em 68 d.C. A partir daí, corruptelas linguísticas transformaram o nome de Sanctus Edistus em Sanctus Heristus, Santo Resto e Sant'Oreste.